# Národní park Tortuguero
Národní park Tortuguero (španělsky Parque nacional Tortuguero) je národní park na karibském pobřeží Kostariky ve vzdálenosti cca 40 km od hranic s Nikaraguou. Má rozlohu 312 km² a zahrnuje tropický deštný les, bažiny, mangrovy i písečné pláže. Park byl na území provincie Limón vyhlášen v roce 1975 a spravuje ho Národní systém chráněných území (Sistema Nacional de Áreas de Conservación, SINAC). Vztahuje se na něj také Ramsarská úmluva. Je tvořen bývalým sopečným souostrovím, které nánosy půdy postupně spojily s pevninou. Dešťové srážky zde dosahují až 6400 mm ročně. Oblast postrádá silniční spojení se zbytkem země a je dostupná pouze lodí nebo letadlem.
Název pochází ze španělského výrazu „tortuga“ (želva). Na zdejším mořském pobřeží kladou vejce kareta pravá, kareta obecná, kareta obrovská a kožatka velká. Od března do listopadu jich sem míří až 40 000. Žijí zde také kajman brýlový, bazilišek hřebenatý, kostlín mexický, kapustňák širokonosý, jaguár americký, ocelot stromový, tapír středoamerický, vřešťan pláštíkový, chápan středoamerický, lenochod hnědokrký, bukač středoamerický, kondor havranovitý a další druhy živočichů. Vegetaci tvoří mimo jiné pachira vodní, kokosovník ořechoplodý, oreláník barvířský, hrnečník srdcolistý, karapa, manikara a Pentaclethra.

## Galerie

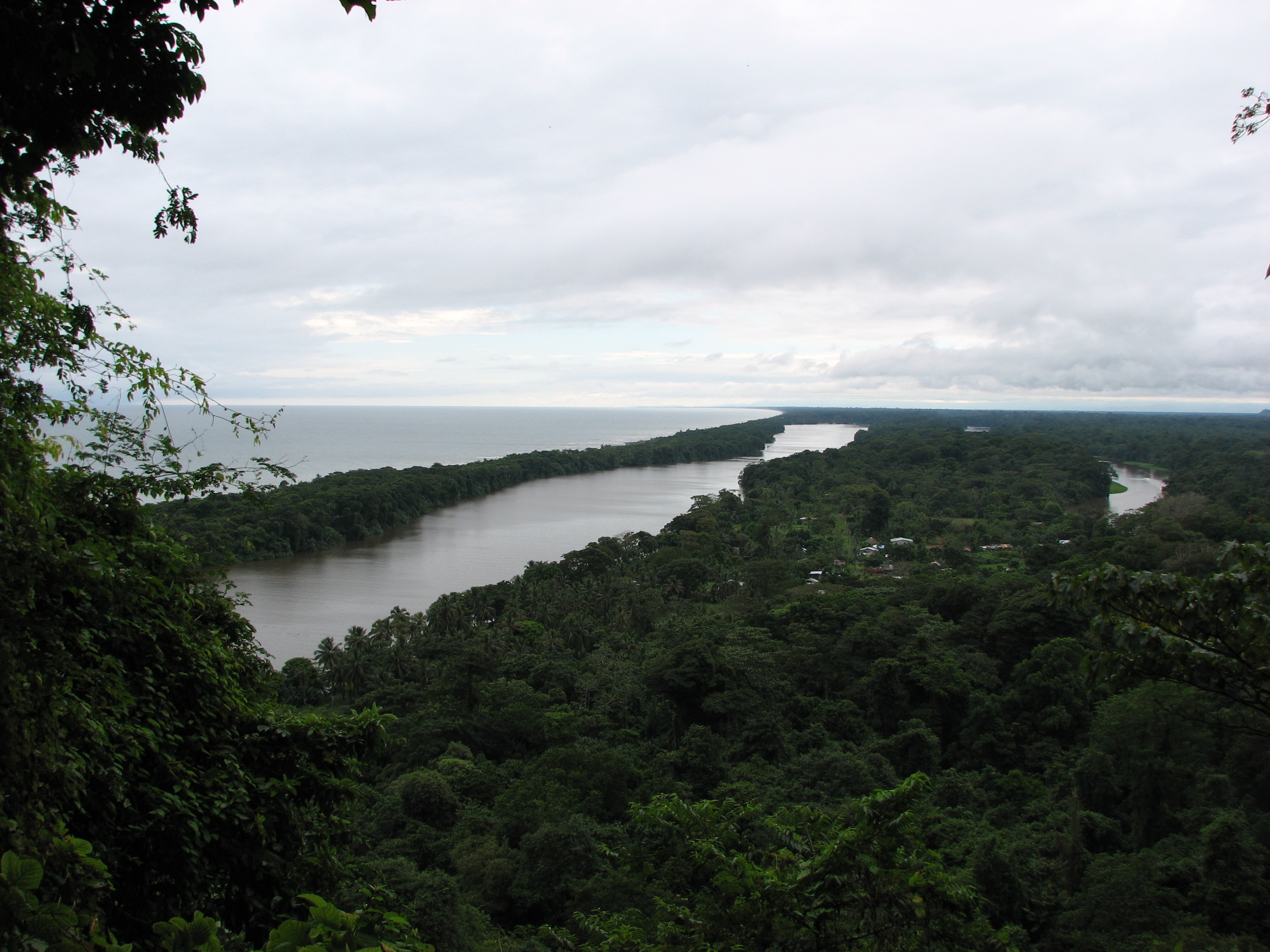
Letecký pohled na Národní park Tortuguero v roce 2006
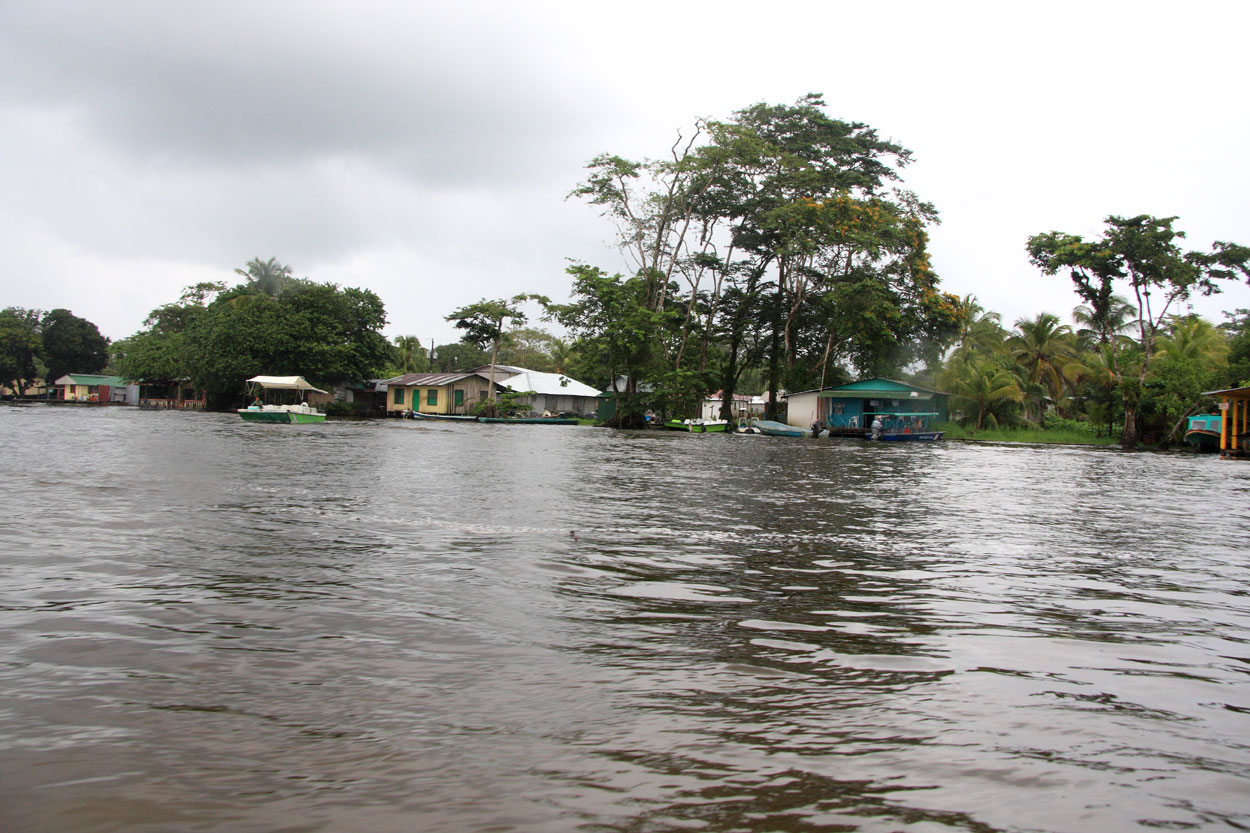
Vesnice Tortuguero v prosinci 2007
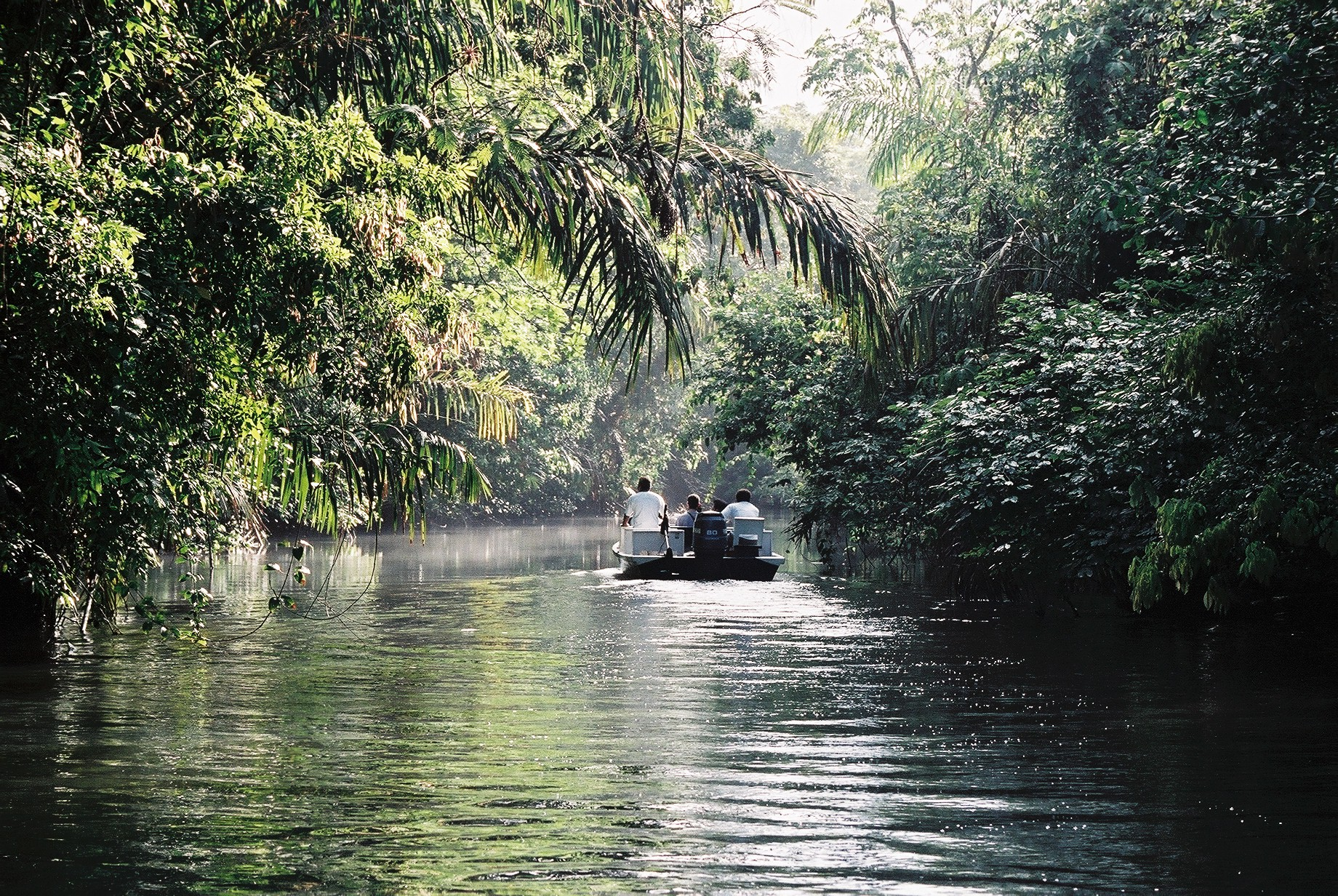
Výlet člunem v roce 2003
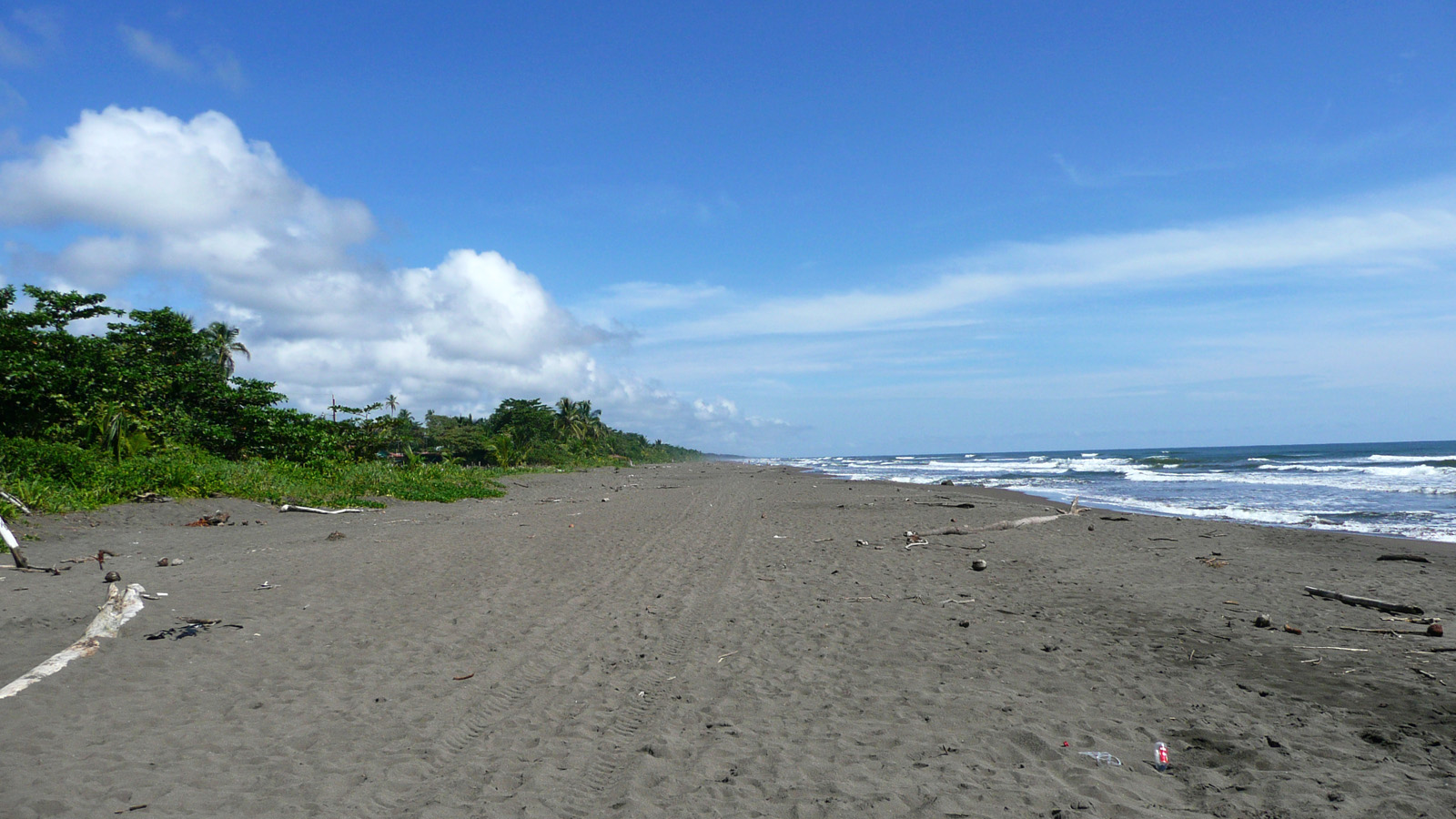
Karibské pobřeží Národního parku Tortuguero v srpnu 2008
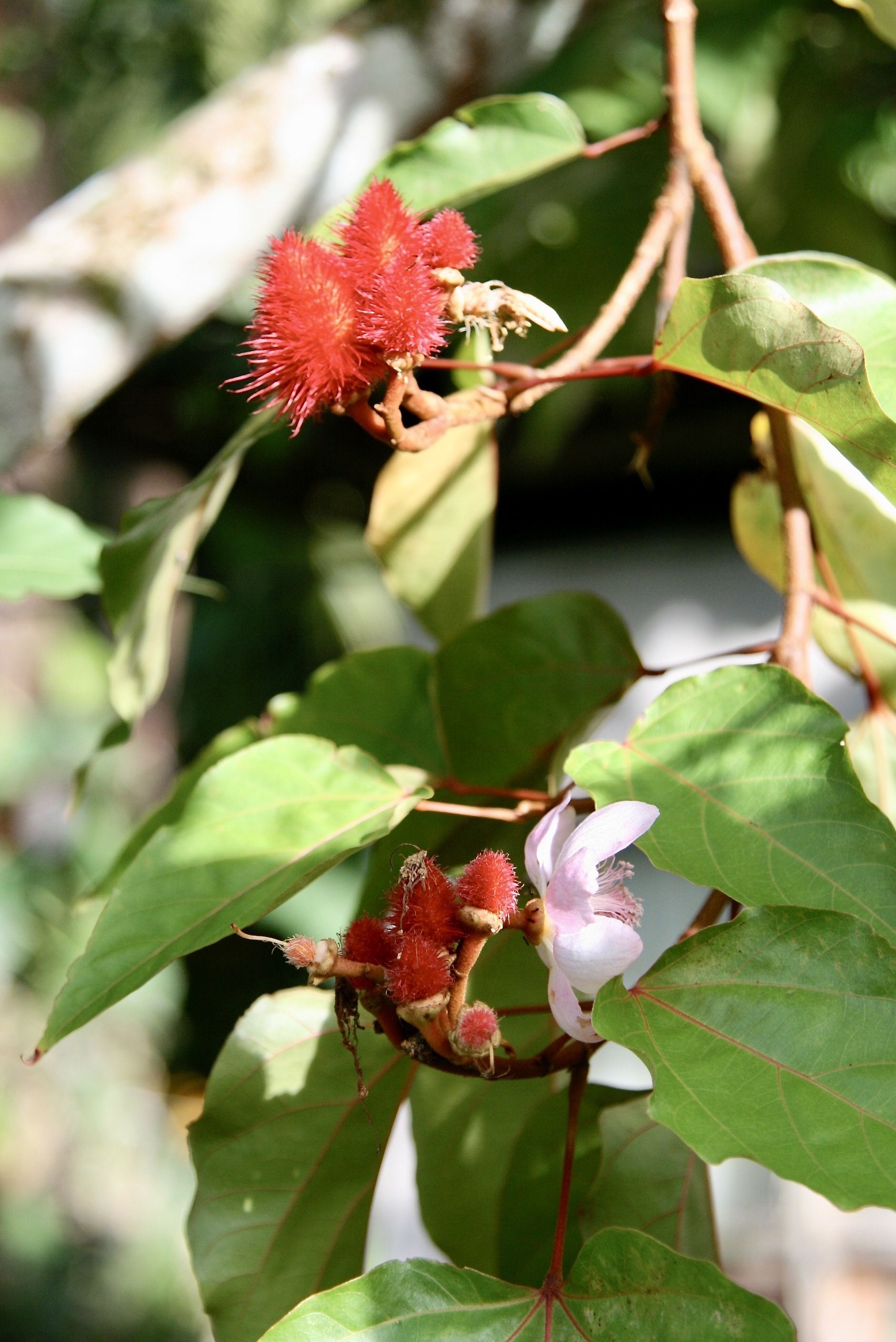
Oreláník barvířský
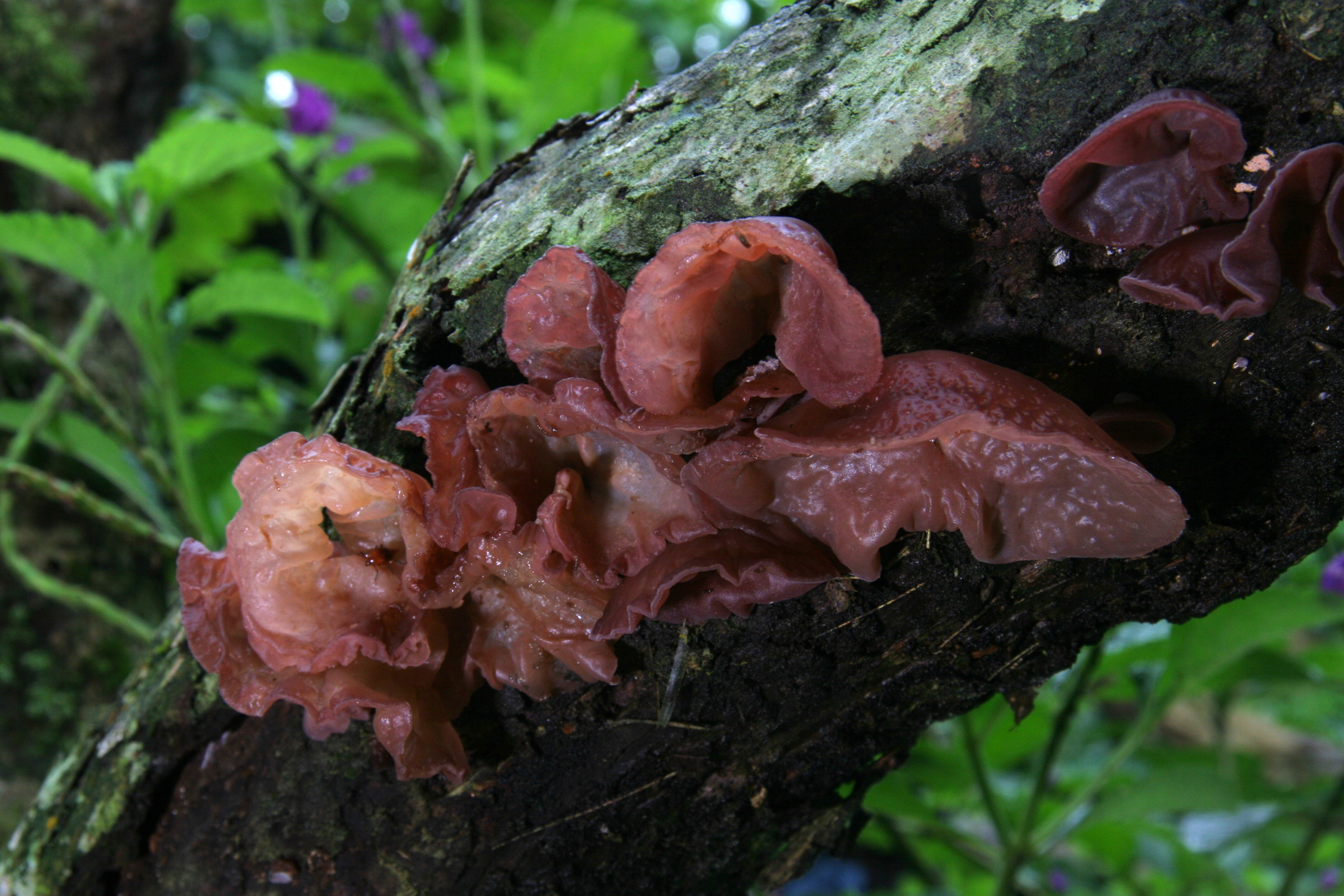
Houba druhu Auricularia
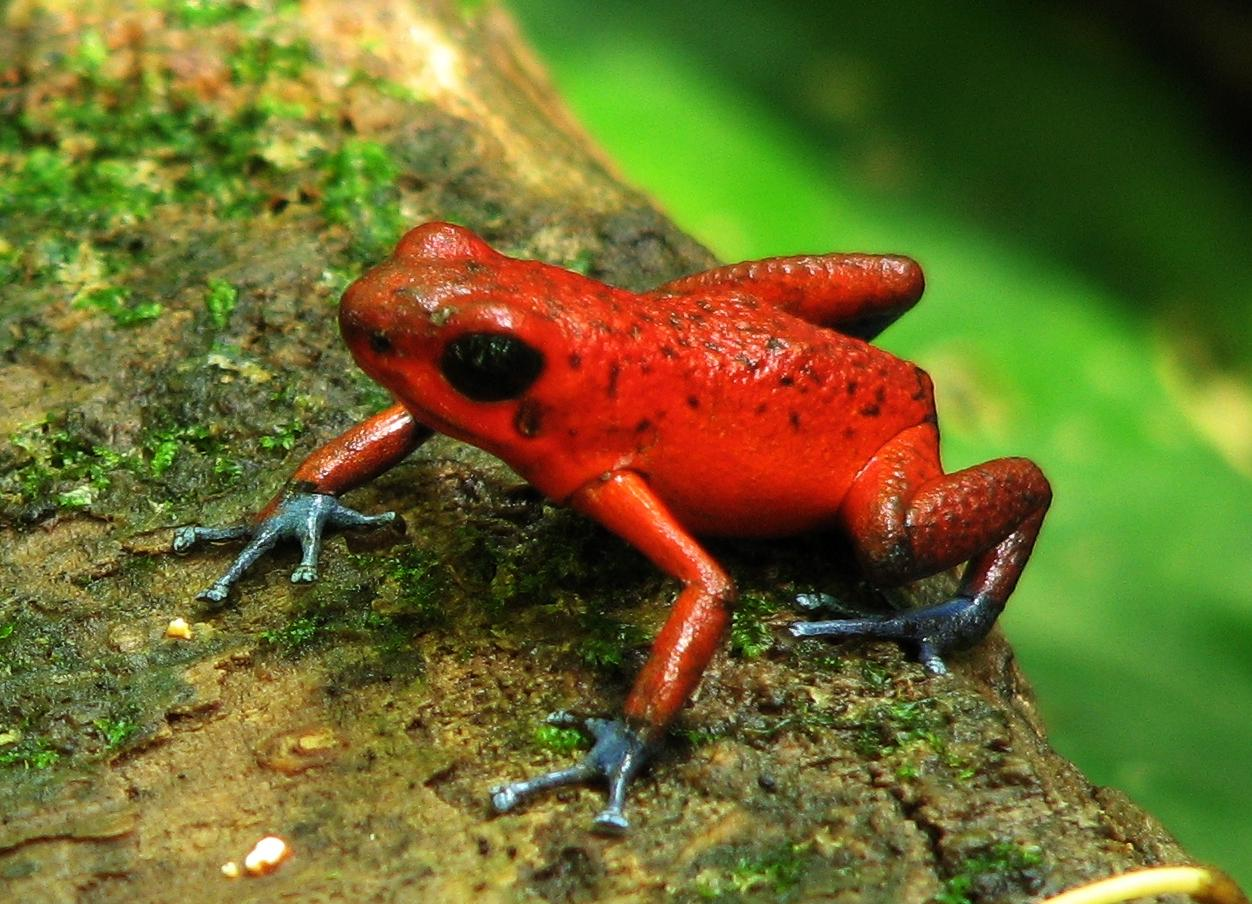
Jedovatá žába pralesnička drobná
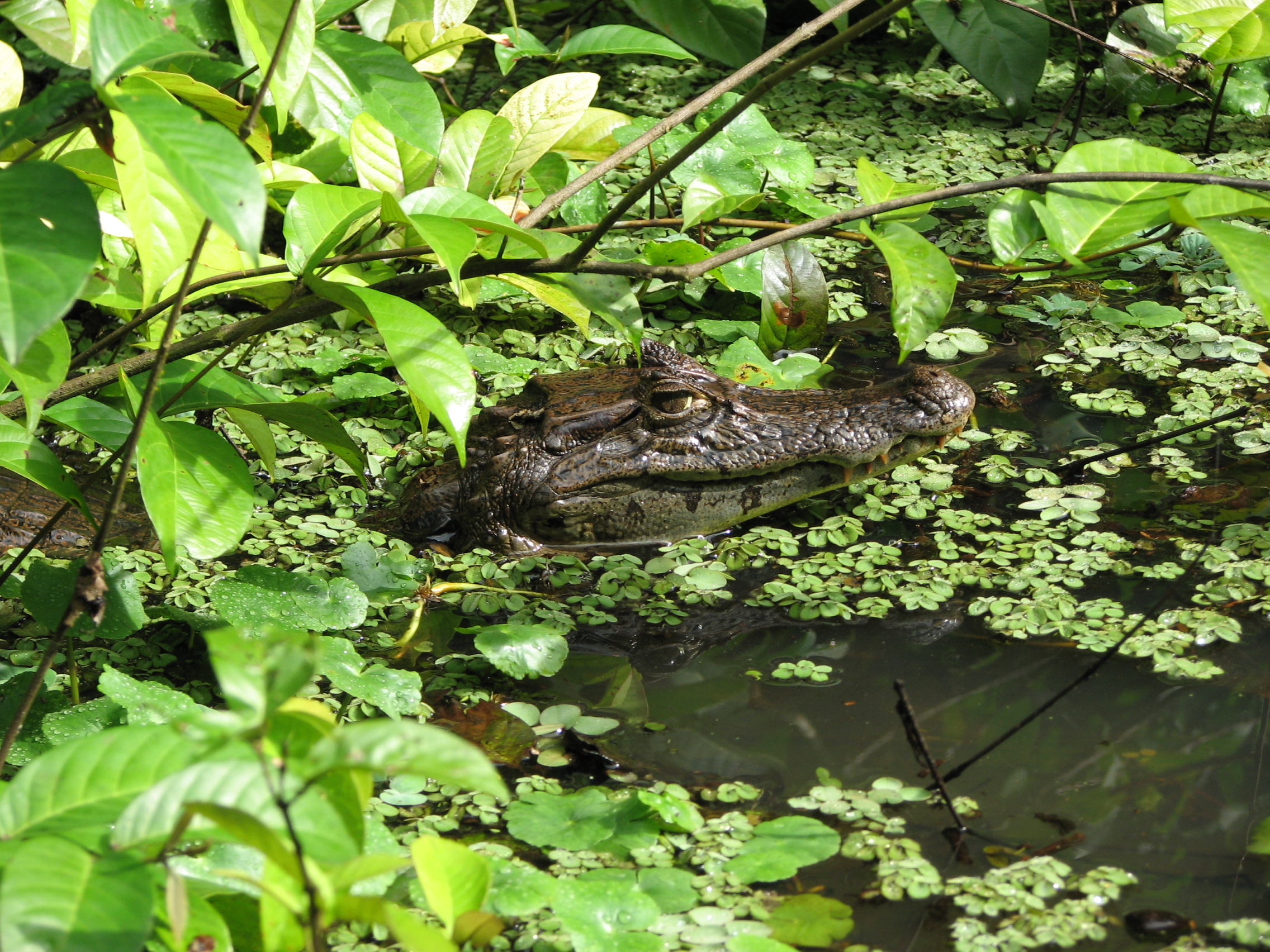
Kajman brýlový